# Hrvatski ragbijski kup 2006.
Rezultati hrvatskog kupa u ragbiju za sezonu 2006/07.:
Kup se igrao usporedno sa sezonom 2006/07.; natjecanja su završila unutar 2006. godine.

## Poluzavršnica
Makarska, 25. studeni 2006.:

Makarska rivijera - Zagreb 34:15 (17:3)
Split, 25. studeni 2006.:

Nada - Mladost 106:3 (48:0)

## Završnica
Odigrana je 9. prosinca 2006. u Makarskoj, sukladno dogovoru RK Nade i Makarske riviere.
Makarska, stadion Gradskog sportskog centra. Gledatelja 400. Sudac: Josip Mešnjak (Zadar)
Makarska riviera - Nada 15:12 (10:12)
Makarska riviera: Puharić, Grle, Osmanović, Antunović, Šimić, Lovreta, Babić, Igor Letica, Dedić, Muhtić, Pregun, Župan, Mračević, M. Srzić, Mucić, Ivica Letica, Pleić, Kurilj, Vodanović, Kovačić, Zrna, G. Srzić
Nada: Lončar, Čulić, Dadić, Sljepčević, Vrzić, Blažević-Bandov, Sablić, Denić, Antić, Ursić, Olujić, Muslim, Grizelj, Burazin, Dragičević, Borozan, Tatafu, Rubelj, Burić, Šafradin, Buzov, Puškarić
Strijelci: Grle, Dedić i Pregun po 5 za "Makarsku rivieru", a Čulić i Olujić po 5 i Ursić 2 za "Nadu".
Domaćini su iskoristili prednost domaćeg terena, pobijedivši favorita, splitsku "Nadu". U utakmici su oba kluba naizmjenice vodila; "Nada" je imala dosta neiskorištenih kaznenih udaraca.
Osvajač hrvatskog kupa za sezonu 2006/07. je momčad "Makarske rivijere".